# Weldon Kilburn
Weldon Nicholas Kilburn (* 9. September 1906 in Lloydminster/Alberta; † 6. März 1986 in Toronto/Ontario) war ein kanadischer Pianist, Organist und Musikpädagoge.

## Leben
Kilburn hatte in seiner Jugend eine Klavier-, Orgel-, Cello- und Gesangsausbildung. Ab 1926 studierte er am Royal Conservatory of Music in Toronto Klavier und Orgel bei Viggo Kihl, Norman Wilks und Healey Willan und wirkte zugleich als Organist und Chorleiter an der St. Alban's Church. Ab 1930 war er Klavierlehrer und Stimmtrainer am Royal Conservatory.
Von 1936 bis 1971 begleitete er die Sängerin Lois Marshall, die seine zweite Ehefrau wurde, als Gesangslehrer und Klavierbegleiter. Nach einer mehrmonatigen Konzerttournee mit Marshall durch Westeuropa, die Sowjetunion und Australien 1960 verließ er das Royal Conservatory und gründete eine eigene Musikschule, an der er Gesang und Klavier unterrichtete. Zu seinen Gesangsschülern zählten Bob Bossin, Victor Braun, Constance Fisher, Glenn Gardiner, Marie-Lynn Hammond, Ilona Kombrink, Phyllis Mailing, Kathryn McBain Rose, Welford Russell und Ben Steinberg. Als Klavierlehrer war er von der Methode E. Robert Schmitz’ beeinflusst, bei dem er in den 1940er Jahren Meisterkurse besucht hatte. Zu seinen Klavierschülern zählten u. a. Norma Beecroft, Howard Cass, Samuel Dolin, John Fenwick, Stuart Hamilton und Godfrey Ridout. 
Von Kilburns Kindern wurden Nicholas als Fagottist, Michael als Cellist und Paul als Pianist und Komponist bekannt.